# Sacculinidae
Famille
Sacculinidae est une famille d'arthropodes parasitaires du sous-embranchement des crustacés cirripèdes, placé dans l'ordre des Kentrogonida.

## Liste des genres
Selon World Register of Marine Species (4 mars 2016) :
- genre Drepanorchis Boschma, 1927
- genre Heterosaccus Smith, 1906
- genre Loxothylacus Boschma, 1928
- genre Polyascus Glenner, Lützen & Takahashi, 2003
- genre Ptychascus Boschma, 1933
- genre Sacculina Thompson, 1836
- genre Sesarmaxenos Annandale, 1911